# Brachycoryna montana
Brachycoryna montana es un coleóptero de la familia Chrysomelidae.
Fue descrita científicamente por primera vez en 1883 por Horn.